# Marcella Boerma
Marcella Boerma (La Haya, 2 de marzo de 1970) es una deportista neerlandesa que compitió en snowboard. Ganó una medalla de plata en el Campeonato Mundial de Snowboard de 1996, en la prueba de eslalon paralelo.

## Medallero internacional
| Campeonato Mundial | Campeonato Mundial | Campeonato Mundial | Campeonato Mundial |
| Año                | Lugar              | Medalla            | Competición        |
| ------------------ | ------------------ | ------------------ | ------------------ |
| 1996               | Lienz (Austria)    | Medalla de plata   | Eslalon paralelo   |